# Cupa Max Ausnit
La Cupa Max Ausnit est une course cycliste d'un jour masculine disputée autour de la ville de Lugoj, en Roumanie. Elle fait partie de l'UCI Europe Tour en catégorie 1.2 depuis 2023. De 2011 à 2022, la course était organisée comme compétition pour amateurs. En 2024, la course est organisée le 4 août.

## Palmarès
| Année | Vainqueur       | Deuxième           | Troisième         |
| ----- | --------------- | ------------------ | ----------------- |
| 2023  | Nicolás Tivani  | Alexander Konychev | Etienne van Empel |
| 2024  | Kyrylo Tsarenko | Alessandro Romele  | Michael Kukrle    |